# Ligier
La Ligier è una casa automobilistica francese nata nel 1969 per iniziativa di Guy Ligier, ex giocatore di rugby ed ex pilota automobilistico degli anni sessanta e che vanta anche una presenza ventennale in Formula 1.

## Storia
L'azienda, dopo la presentazione di alcuni prototipi entrò con un certo successo nel mercato dell'auto con la presentazione della Ligier JS2 nel 1970, vettura sportiva equipaggiata da motore Maserati V6 ed evoluzione della Citroën SM, i cui ultimi esemplari furono costruiti proprio negli stabilimenti Ligier. La crisi petrolifera del 1973 e la messa in liquidazione della Maserati crearono non poche difficoltà e la casa di Vichy decise di dedicarsi ad altri settori, quali la Formula 1 per lo sport e le microvetture per quanto riguarda la produzione di serie.
Nel 1973 la Ligier JS3, vettura sport gruppo 6, fu la prima vettura a correre la 24 ore di Le Mans dotata del motore Cosworth DFV, sino ad allora utilizzato solo dalle scuderie di Formula 1. La vettura dopo una lunga sosta ai box per la riparazione del cambio, terminò la gara ma non venne classificata, avendo percorso una distanza insufficiente. Quell'anno la vettura corse altre 3 gare del mondiale sport.
Nel 2008 Ligier acquista dal gruppo Bénéteau la Microcar, piccola azienda concorrente produttrice di quadricicli leggeri.
Nel gennaio 2025 la Ligier annuncia la chiusura della fabbrica di Montaigu-Vendée concentrando tutta la produzione presso lo stabilimento di Abrest (sede storica).

## La Ligier e la Formula 1
La Ligier è conosciuta soprattutto per la squadra di Formula 1, denominata Équipe Ligier, vincitrice di 9 Gran Premi tra il 1976 e il 1996. Fondata dall'ex-pilota Guy Ligier, è stata poi ceduta prima a Flavio Briatore, quindi ad Alain Prost che l'ha trasformata in Prost Grand Prix, destinata però ad un rapido fallimento.
Le lettere della sigla JS, che compare nell'identificazione delle vetture Ligier, sono le iniziali del pilota-amico Jo Schlesser, morto nel corso del Gran Premio di Francia del 1968.

### Gli anni 70

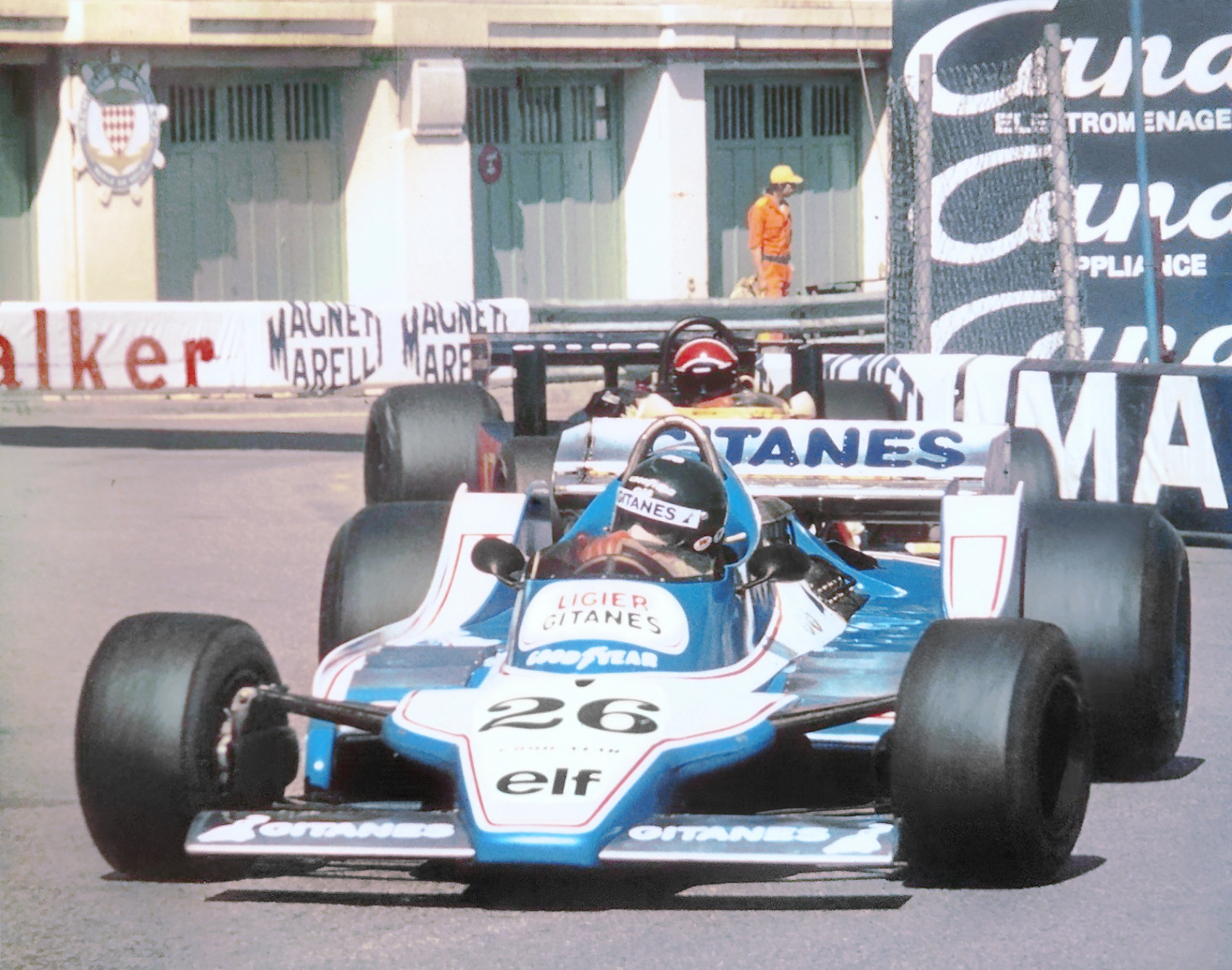
Jacques Laffite su Ligier JS11 nel Gran Premio di Monaco 1979

L'esordio in formula 1 avviene nel 1976. La vettura denominata JS5, equipaggiata con il motore Matra V12 con alla guida un solo pilota, il francese Jacques Laffite, si dimostrò assai valida e alla terza gara a Long Beach, ottenne un quarto posto.
La vettura ottenne la pole position nel Gran Premio d'Italia dello stesso anno. Laffite proseguì con un discreto successo la stagione ottenendo due terzi posti in Belgio e in Italia, un quarto in Svezia, e un secondo posto in Austria, terminando la stagione a quota 20 punti, con il settimo posto nella classifica piloti e il quinto nei costruttori.
Caratteristica della JS5 era l'enorme presa d'aria periscopica posta sopra la testa del pilota, che però a partire dai gran premi europei, con il cambio del regolamento che aboliva per ragioni di sicurezza gli airscope alti, venne abbandonata.
Il 1977 portò alla Ligier il primo successo in un Gran Premio. In Svezia, Laffite portò per la prima volta una vettura francese con motore francese al successo (in precedenza la Matra aveva vinto dei Gran Premi ma con motore Ford). Il resto della stagione non fu altrettanto positivo, così come il 1978, anche a causa della mancanza di sviluppo del motore Matra.
Passata al motore Ford, nel 1979, la Ligier si impose nel novero dei più importanti costruttori. Il progettista Gérard Ducarouge progettò la JS11, che riprendeva i concetti delle vetture ad effetto suolo sviluppate dalla Lotus con i modelli 78 e 79.
La scuderia francese dominò l'inizio di stagione conquistando con Laffite i primi due Gran Premi e il quinto con Patrick Depailler. Nel proseguito della stagione però Williams e soprattutto la Ferrari presentarono le nuove vetture e i risultati non furono più tali da garantire alla scuderia francese più del terzo posto in classifica costruttori e il quarto posto nella classifica piloti con Laffite. Depailler venne licenziato dopo un incidente con un deltaplano che gli fece mancare i Gran Premi da metà stagione in avanti.

### Gli anni 80

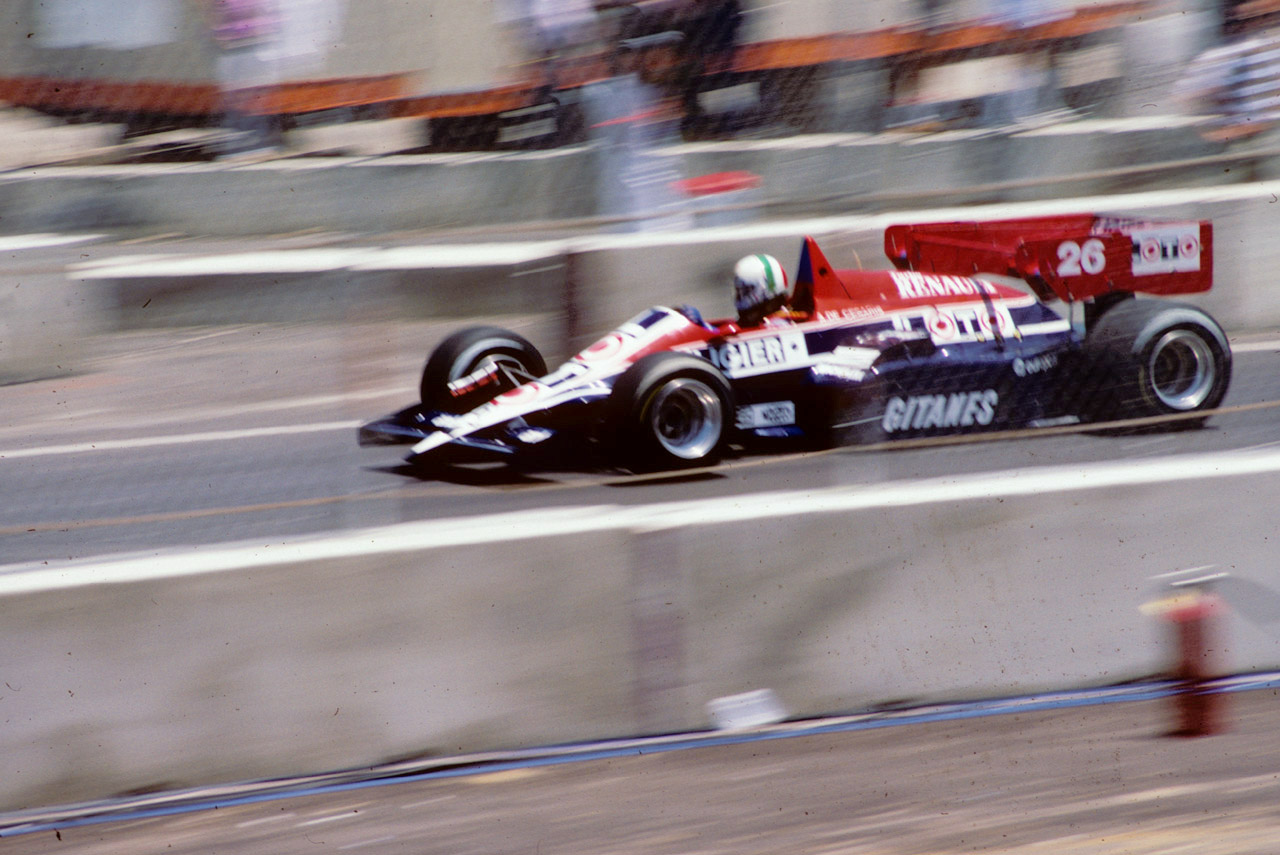
Andrea De Cesaris su Ligier JS23 nel Gran Premio degli Stati Uniti d'America 1984

Nel 1980 la Ligier venne chiamata a confermare quanto di buono fatto l'anno prima. I piloti erano Laffite e Didier Pironi. Con la vettura JS11/15, la scuderia migliorò con due vittorie (una per pilota) il risultato dell'anno prima, ma nulla poté contro il dominio delle Williams FW07 e delle Brabham BT49.
Nel 1981 la squadra francese ritornò ai motori Matra, forte della sponsorizzazione della Talbot (la scuderia era iscritta come Talbot-Ligier). Ligier aveva ingaggiato Jean-Pierre Jabouille che, rimasto vittima di un grave incidente nel Gran Premio del Canada 1980, per le prime due gare venne sostituito da Jean-Pierre Jarier. Il rientro del pilota francese fu però problematico a causa dei postumi delle molte fratture alle gambe e pertanto si dovette ricorrere alla sua sostituzione con Patrick Tambay nella seconda metà di stagione. La scuderia dunque poté praticamente contare solo su Jacques Laffite, che ottenne 44 punti, con 2 vittorie e 1 pole position; Laffite fu anche il migliore tra i piloti europei e chiuse il mondiale al quarto posto, restando in lotta per il titolo sino all'ultima gara.
Nel 1982 iniziò la crisi della Ligier. Gérard Ducarouge progettista delle vetture degli anni prima, se ne andò all'Alfa Romeo e Laffitte e Cheever non andarono oltre 20 punti nei costruttori che significarono l'ottavo posto, con la JS19, vettura meno brillante delle precedenti.
Nel 1983 oltre la Talbot, anche Laffitte e Cheever abbandonarono una Ligier in crisi, che si avvalse della collaborazione di Jarier e Boesel. La vettura JS21 con il motore Cosworth portò la Ligier ad uno dei massimi punti di crisi: infatti finì il campionato senza punti iridati, ottenendo come miglior risultato stagionale un settimo posto.
Nel 1984 la Ligier, continuando ad avere importanti sponsorizzazioni da società a partecipazione statale francesi come la SEITA (manifattura tabacchi) e Française des Jeux (lotterie), ottenne i motori turbo della Renault (altra società statale), ma malgrado questo non andò oltre i tre punti conquistati da Andrea De Cesaris che salvò l'onore della casa francese.

Piercarlo Ghinzani nell'abitacolo della Ligier JS29 sulla griglia di partenza del Gran Premio di San Marino 1987

Nel 1985, ancora con i motori Renault, la scuderia parve rinascere pur senza vittorie, chiudendo il campionato al 6º posto con 23 punti e con un secondo e terzo posto nell'ultima gara in Australia. In quella stagione da segnalare il licenziamento di Andrea De Cesaris dopo una serie di incidenti dovuti all'eccesso di irruenza del pilota romano. Nel frattempo Lafitte era tornato alla casa che lo aveva portato al vertice e a fine stagione era arrivato Philippe Streiff.
Nel 1986 le cose andarono ancora meglio, ma un brutto incidente a Lafitte nel Gran Premio di Gran Bretagna frenò le ambizioni del team e ne accelerò la decadenza. Il team chiuse al 5º posto nella classifica costruttori. Da segnalare che a Laffite era stato affiancato René Arnoux.
Il 1987 avviò una fase buia per la scuderia. Nel 1986 era stato raggiunta un'intesa con l'Alfa Romeo, che avrebbe fornito un motore 4 cilindri turbo. Tuttavia, tale accordo era stato firmato prima che la casa milanese fosse acquistata dal gruppo Fiat che, in quanto già proprietario della Ferrari, non aveva intenzione di investire per farsi concorrenza interna, peraltro con un progetto dimostratosi problematico anche a causa della prossima messa al bando dei propulsori sovralimentati. Così, mentre i primi test dimostravano gravi problemi di affidabilità, l'Alfa Romeo prese a pretesto alcune dichiarazioni particolarmente critiche di René Arnoux per rompere il contratto: di conseguenza, il team francese fu costretto ad adottare in fretta e furia i motori Megatron. Dopo il forfait al primo Gran Premio, Arnoux ottenne all'esordio stagionale l'unico punto della stagione. Né lui né Piercarlo Ghinzani riuscirono a conquistare altri punti.
La crisi si prolungò anche nel 1988, infatti nonostante la presenza di Johansson e Arnoux, due piloti di valore, non si conquistarono punti. Causa del disastro un grave errore di valutazione: la vettura JS31 era stata progettata con il serbatoio alle spalle del motore montato direttamente dietro al pilota. Esattamente il contrario di quanto avveniva solitamente. Con questa soluzione si intendeva portare il peso del motore in posizione centrale. I risultati furono pessimi anche per un motore, il Judd 8 cilindri non competitivo.
Nel 1989, sostituito il Judd con il motore Cosworth fu ancora crisi, ma almeno tre punti arrivarono, chiudendo in modo tutt'altro che soddisfacente gli anni ottanta.

### Gli anni 90

#### Gli ultimi anni con Ligier alla guida
Nel 1990 fu ancora crisi profonda, con la stessa vettura del 1989 e Nicola Larini e Philippe Alliot come piloti. Nel 1991, la vettura JS35 venne dotata del motore Lamborghini 12 cilindri. In entrambe le stagioni non arrivarono punti.
Nel 1992 tornata ai motori Renault prossimi campioni del mondo sulla Williams, la squadra francese riconquistò qualche punto, grazie agli sforzi di Érik Comas e Thierry Boutsen. Ma i risultati furono comunque deludenti, soprattutto se paragonati a quelli dello stesso motore su altre vetture.

#### Cambi di proprietà e cessione a Prost

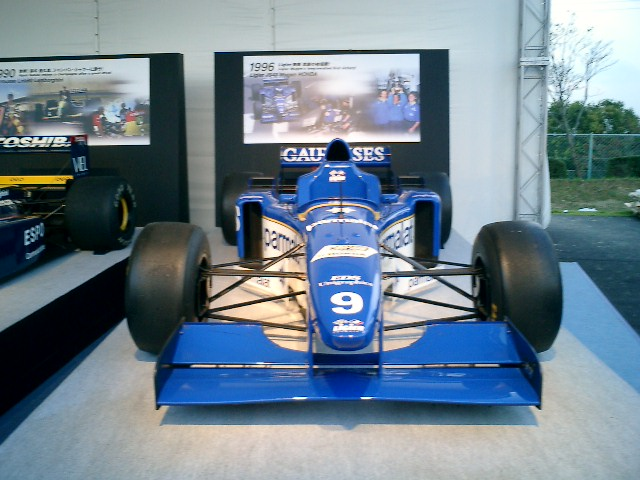
L'ultima Ligier di Formula 1, la JS43, vincitrice con Olivier Panis del Gran Premio di Monaco 1996

Guy Ligier, stanco e sfiduciato, cedette la scuderia all'imprenditore Cyril de Rouvre (già proprietario della AGS dal 1989 al 1991). Alcuni progressi si videro nel 1993, anno in cui la Ligier JS39-Renault conquistò ben 23 punti classificandosi quinta; non accadeva dal 1985. Autori della ripresa furono Martin Brundle e Mark Blundell, che portarono per tre volte sul gradino più basso del podio la loro vettura. A fine anno, però, de Rouvre venne arrestato e nel maggio 1994 la scuderia fu acquistata da Flavio Briatore, fondamentalmente con l'intento di "girare" la fornitura di motori Renault alla Benetton; il controllo del team fu quindi ulteriormente ceduto allo scozzese Tom Walkinshaw, già collaboratore di Briatore alla Benetton.
Il 1994 iniziò in maniera difficile per il team francese e la JS39B cominciò ad ottenere risultati solamente nella seconda parte di stagione, dal Gran Premio di Germania, quando Olivier Panis ed Éric Bernard conquistarono il secondo e il terzo posto. Dopodiché Panis riuscì a conquistare altri tre punti garantendo al team il sesto posto finale con 13 punti totali.
Dopo che la Benetton le ebbe "sfilato" la fornitura dei motori Renault (lo stesso campione del mondo Michael Schumacher, peraltro, fece dei test al volante della JS39B a dicembre 1994), nel 1995 la Ligier passò ai propulsori Mugen-Honda: i piloti furono il confermato Panis e il rientrante Brundle, che in alcune gare diede spazio a Suzuki per volontà del motorista giapponese. A inizio campionato si scatenarono alcune controversie riguardo alla nuova vettura, la Ligier JS41, ritenuta una copia della Benetton B195. Walkinshaw smentì le accuse affermando che, in realtà, la sua vettura era totalmente differente dal punto di vista meccanico e strutturale e che la somiglianza era solo apparente. L'annata si rivelò molto buona per il team che andò a punti in 9 gare su 17, conquistando anche due piazzamenti sul podio, con un quinto posto finale in classifica costruttori a quota 24 punti.
Nel 1996 la Ligier corse la sua ultima stagione in Formula 1. Come seconda guida venne ingaggiato il brasiliano Pedro Paulo Diniz a fianco del riconfermato Olivier Panis: quest'ultimo fece un gran regalo alla scuderia conquistando la vittoria nel rocambolesco Gran Premio di Monaco, successo che mancava dal 1981. Tolto il motore, la vettura JS43 era quasi del tutto identica alla Benetton B195 che l'anno prima aveva vinto il mondiale con Michael Schumacher; Montecarlo a parte, il team andò però a punti solo in altre quattro gare, chiudendo la stagione al sesto posto con 15 punti.
A fine stagione la scuderia, che pure aveva già avviato il progetto della macchina per il 1997, venne venduta ad Alain Prost che la ribattezzò con il suo nome, facendo sparire il marchio Ligiee dalla Formula 1 dopo venti anni di permanenza.

## Statistiche

### Primo Gran Premio
Gran Premio Brasile 1976
Jacques Laffite (Ligier JS5 Matra) - 11° in qualifica, ritirato in gara al quattordicesimo giro (Trasmissione).

### Vittorie
1977
GP Svezia - Jacques Laffite (Ligier JS7 Matra) 
1979
GP Argentina - Jacques Laffite (Ligier JS11 Ford)
GP Brasile - Jacques Laffite (Ligier JS11 Ford)
GP Spagna - Patrick Depailler (Ligier JS11 Ford) 
1980
GP Belgio - Didier Pironi (Ligier JS11/15 Ford)
GP Germania - Jacques Laffite (Ligier JS11/15 Ford) 
1981
GP Austria  - Jacques Laffite (Ligier JS17 Matra)
GP Canada  - Jacques Laffite (Ligier JS17 Matra) 
1996
GP Monaco - Olivier Panis (Ligier JS43 Mugen Honda)

### Principali piloti
- Jacques Laffite (1976-1982, 1985-1986): 135 GP, 6 vittorie
- Olivier Panis (1994-1996): 49 GP, 1 vittoria
- Didier Pironi (1980): 14 GP, 1 vittoria
- Patrick Depailler (1979): 7 GP, 1 vittoria
- René Arnoux (1986-1989): 53 GP
- Thierry Boutsen (1991-1992): 32 GP
- Érik Comas (1991-1992): 28 GP
- Andrea De Cesaris (1984-1986): 27 GP
- Philippe Alliot (1986, 1990): 27 GP
- Martin Brundle (1993, 1995): 27 GP
- Jean-Pierre Jarier (1977, 1981, 1983): 17 GP
- Jacky Ickx (1979): 8 GP
- Patrick Tambay (1981): 8 GP

### Risultati completi in Formula 1
| Anno | Vettura | Motore     | Gomme | Piloti  |     |     |   |    |   |    |   |    |     |     |   |     |   |     |     |   |  | Punti | Pos. |
| ---- | ------- | ---------- | ----- | ------- | --- | --- | - | -- | - | -- | - | -- | --- | --- | - | --- | - | --- | --- | - |  | ----- | ---- |
| 1976 | JS5     | Matra MS73 | G     | Laffite | Rit | Rit | 4 | 12 | 3 | 12 | 4 | 14 | Rit | Rit | 2 | Rit | 3 | Rit | Rit | 7 |  | 20    | 5º   |

| Anno | Vettura | Motore     | Gomme | Piloti  |    |     |     |   |   |   |     |   |   |   |     |     |   |   |   |     |     | Punti | Pos. |
| ---- | ------- | ---------- | ----- | ------- | -- | --- | --- | - | - | - | --- | - | - | - | --- | --- | - | - | - | --- | --- | ----- | ---- |
| 1977 | JS7     | Matra MS76 | G     | Laffite | NC | Rit | Rit | 9 | 7 | 7 | Rit | 1 | 8 | 6 | Rit | Rit | 2 | 8 | 7 | Rit | 5   | 18    | 8º   |
| 1977 | JS7     | Matra MS76 | G     | Jarier  |    |     |     |   |   |   |     |   |   |   |     |     |   |   |   |     | Rit | 18    | 8º   |

| Anno | Vettura   | Motore            | Gomme | Piloti  |    |   |   |   |     |   |   |   |   |    |   |   |   |   |    |     |  | Punti | Pos. |
| ---- | --------- | ----------------- | ----- | ------- | -- | - | - | - | --- | - | - | - | - | -- | - | - | - | - | -- | --- |  | ----- | ---- |
| 1978 | JS7 e JS9 | Matra MS76 e MS79 | G     | Laffite | 16 | 9 | 5 | 5 | Rit | 5 | 3 | 7 | 7 | 10 | 3 | 5 | 8 | 4 | 11 | Rit |  | 19    | 6º   |

| Anno | Vettura | Motore            | Gomme | Piloti    |   |   |     |     |     |     |     |     |     |     |     |   |     |     |     |  |  | Punti | Pos. |
| ---- | ------- | ----------------- | ----- | --------- | - | - | --- | --- | --- | --- | --- | --- | --- | --- | --- | - | --- | --- | --- |  |  | ----- | ---- |
| 1979 | JS11    | Ford-Cosworth DFV | G     | Depailler | 4 | 2 | Rit | 5   | 1   | Rit | 5   |     |     |     |     |   |     |     |     |  |  | 61    | 3º   |
| 1979 | JS11    | Ford-Cosworth DFV | G     | Ickx      |   |   |     |     |     |     |     | Rit | 6   | Rit | Rit | 5 | Rit | Rit | Rit |  |  | 61    | 3º   |
| 1979 | JS11    | Ford-Cosworth DFV | G     | Laffite   | 1 | 1 | Rit | Rit | Rit | 2   | Rit | 8   | Rit | 3   | 3   | 3 | Rit | Rit | Rit |  |  | 61    | 3º   |

| Anno | Vettura | Motore       | Gomme | Piloti  |     |     |   |     |    |     |   |     |     |     |     |   |   |   |  |  |  | Punti | Pos. |
| ---- | ------- | ------------ | ----- | ------- | --- | --- | - | --- | -- | --- | - | --- | --- | --- | --- | - | - | - |  |  |  | ----- | ---- |
| 1980 | JS11/15 | Cosworth DFV | G     | Pironi  | Rit | 4   | 3 | 6   | 1  | Rit | 2 | Rit | Rit | Rit | Rit | 6 | 3 | 3 |  |  |  | 66    | 2º   |
| 1980 | JS11/15 | Cosworth DFV | G     | Laffite | Rit | Rit | 2 | Rit | 11 | 2   | 3 | Rit | 1   | 4   | 3   | 9 | 8 | 5 |  |  |  | 66    | 2º   |

| Anno | Vettura | Motore | Gomme | Piloti    |     |   |     |     |     |    |     |     |     |     |     |     |     |     |     |  |  | Punti | Pos. |
| ---- | ------- | ------ | ----- | --------- | --- | - | --- | --- | --- | -- | --- | --- | --- | --- | --- | --- | --- | --- | --- |  |  | ----- | ---- |
| 1981 | JS17    | Matra  | M     | Jarier    | Rit | 7 |     |     |     |    |     |     |     |     |     |     |     |     |     |  |  | 44    | 4º   |
| 1981 | JS17    | Matra  | M     | Jabouille |     |   | NQ  | NC  | Rit | NQ | Rit |     |     |     |     |     |     |     |     |  |  | 44    | 4º   |
| 1981 | JS17    | Matra  | M     | Tambay    |     |   |     |     |     |    |     | Rit | Rit | Rit | Rit | Rit | Rit | Rit | Rit |  |  | 44    | 4º   |
| 1981 | JS17    | Matra  | M     | Laffite   | Rit | 6 | Rit | Rit | 2   | 3  | 2   | Rit | 3   | 3   | 1   | Rit | Rit | 1   | 6   |  |  | 44    | 4º   |

| Anno | Vettura     | Motore | Gomme | Piloti  |     |     |     |    |   |     |   |     |     |     |    |     |     |     |     |     |  | Punti | Pos. |
| ---- | ----------- | ------ | ----- | ------- | --- | --- | --- | -- | - | --- | - | --- | --- | --- | -- | --- | --- | --- | --- | --- |  | ----- | ---- |
| 1982 | JS17 e JS19 | Matra  | M     | Cheever | Rit | Rit | Rit | WD | 3 | Rit | 2 | 10  | NQ  | Rit | 16 | Rit | Rit | Rit | 6   | 3   |  | 20    | 8º   |
| 1982 | JS17 e JS19 | Matra  | M     | Laffite | Rit | Rit | Rit | WD | 9 | Rit | 6 | Rit | Rit | Rit | 14 | Rit | 3   | Rit | Rit | Rit |  | 20    | 8º   |

| Anno | Vettura | Motore            | Gomme | Piloti |     |     |     |     |     |     |     |     |     |     |    |     |    |     |    |  |  | Punti | Pos. |
| ---- | ------- | ----------------- | ----- | ------ | --- | --- | --- | --- | --- | --- | --- | --- | --- | --- | -- | --- | -- | --- | -- |  |  | ----- | ---- |
| 1983 | JS21    | Ford-Cosworth DFV | M     | Jarier | Rit | Rit | 9   | Rit | Rit | Rit | Rit | Rit | 10  | 8   | 7  | Rit | 9  | Rit | 10 |  |  | 0     |      |
| 1983 | JS21    | Ford-Cosworth DFV | M     | Boesel | Rit | 7   | Rit | 9   | Rit | 13  | 10  | Rit | Rit | Rit | NQ | 10  | NQ | 15  | NC |  |  | 0     |      |

| Anno | Vettura | Motore      | Gomme | Piloti     |     |    |     |     |    |     |     |     |     |     |   |     |     |     |    |     |  | Punti | Pos. |
| ---- | ------- | ----------- | ----- | ---------- | --- | -- | --- | --- | -- | --- | --- | --- | --- | --- | - | --- | --- | --- | -- | --- |  | ----- | ---- |
| 1984 | JS23    | Renault EF4 | M     | Hesnault   | Rit | 10 | Rit | Rit | NP | Rit | Rit | Rit | Rit | Rit | 8 | 8   | 7   | Rit | 10 | Rit |  | 3     | 10º  |
| 1984 | JS23    | Renault EF4 | M     | De Cesaris | Rit | 5  | Rit | 6   | 10 | Rit | Rit | Rit | Rit | 10  | 7 | Rit | Rit | Rit | 7  | 12  |  | 3     | 10º  |

| Anno | Vettura | Motore       | Gomme | Piloti     |     |     |     |   |    |    |     |     |     |     |     |     |    |     |    |   |  | Punti | Pos. |
| ---- | ------- | ------------ | ----- | ---------- | --- | --- | --- | - | -- | -- | --- | --- | --- | --- | --- | --- | -- | --- | -- | - |  | ----- | ---- |
| 1985 | JS25    | Renault EF4B | P     | De Cesaris | Rit | Rit | Rit | 4 | 14 | 10 | Rit | Rit | Rit | Rit | Rit |     |    |     |    |   |  | 23    | 6º   |
| 1985 | JS25    | Renault EF4B | P     | Streiff    |     |     |     |   |    |    |     |     |     |     |     | 10  | 9  | 8   | WD | 3 |  | 23    | 6º   |
| 1985 | JS25    | Renault EF4B | P     | Laffite    | 6   | Rit | Rit | 6 | 8  | 12 | Rit | 3   | 3   | Rit | Rit | Rit | 11 | Rit | WD | 2 |  | 23    | 6º   |

| Anno | Vettura | Motore       | Gomme | Piloti  |   |     |     |   |     |   |     |   |     |     |     |     |     |     |    |   |  | Punti | Pos. |
| ---- | ------- | ------------ | ----- | ------- | - | --- | --- | - | --- | - | --- | - | --- | --- | --- | --- | --- | --- | -- | - |  | ----- | ---- |
| 1986 | JS27B   | Renault EF4B | P     | Arnoux  | 4 | Rit | Rit | 5 | Rit | 6 | Rit | 5 | 4   | 4   | Rit | 10  | Rit | 7   | 15 | 7 |  | 29    | 5º   |
| 1986 | JS27B   | Renault EF4B | P     | Laffite | 3 | Rit | Rit | 6 | 5   | 7 | 2   | 6 | Rit |     |     |     |     |     |    |   |  | 29    | 5º   |
| 1986 | JS27B   | Renault EF4B | P     | Alliot  |   |     |     |   |     |   |     |   |     | Rit | 9   | Rit | Rit | Rit | 6  | 8 |  | 29    | 5º   |

| Anno | Vettura | Motore          | Gomme | Piloti   |  |     |   |    |     |     |     |     |     |    |    |     |     |     |     |     |  | Punti | Pos. |
| ---- | ------- | --------------- | ----- | -------- |  | --- | - | -- | --- | --- | --- | --- | --- | -- | -- | --- | --- | --- | --- | --- |  | ----- | ---- |
| 1987 | JS29    | Megatron M12/13 | G     | Arnoux   |  | NP  | 6 | 11 | 10  | Rit | Rit | Rit | Rit | 10 | 10 | Rit | Rit | Rit | Rit | Rit |  | 1     | 11º  |
| 1987 | JS29    | Megatron M12/13 | G     | Ghinzani |  | Rit | 7 | 12 | Rit | Rit | SQ  | Rit | 12  | 8  | 8  | Rit | Rit | Rit | 13  | Rit |  | 1     | 11º  |

| Anno | Vettura | Motore  | Gomme | Piloti    |     |    |     |     |     |     |    |    |    |     |     |    |     |     |    |     |  | Punti | Pos. |
| ---- | ------- | ------- | ----- | --------- | --- | -- | --- | --- | --- | --- | -- | -- | -- | --- | --- | -- | --- | --- | -- | --- |  | ----- | ---- |
| 1988 | JS31    | Judd CV | G     | Arnoux    | Rit | NQ | Rit | Rit | Rit | Rit | NQ | 18 | 17 | Rit | Rit | 13 | 10  | Rit | 17 | Rit |  | 0     |      |
| 1988 | JS31    | Judd CV | G     | Johansson | 9   | NQ | Rit | 10  | Rit | Rit | NQ | NQ | NQ | Rit | 11  | NQ | Rit | Rit | NQ | 9   |  | 0     |      |

| Anno | Vettura | Motore   | Gomme | Piloti     |    |    |     |    |    |    |     |    |     |    |     |     |    |     |     |     |  | Punti | Pos. |
| ---- | ------- | -------- | ----- | ---------- | -- | -- | --- | -- | -- | -- | --- | -- | --- | -- | --- | --- | -- | --- | --- | --- |  | ----- | ---- |
| 1989 | JS33    | Ford DFR | G     | Arnoux     | NQ | NQ | 12  | 14 | NQ | 5  | Rit | NQ | 11  | NQ | Rit | 9   | 13 | NQ  | NQ  | Rit |  | 3     | 13º  |
| 1989 | JS33    | Ford DFR | G     | Grouillard | 9  | SQ | Rit | 8  | NQ | NQ | 6   | 7  | Rit | NQ | 13  | Rit | NQ | Rit | Rit | Rit |  | 3     | 13º  |

| Anno | Vettura | Motore   | Gomme | Piloti |     |    |    |     |     |    |    |    |    |    |    |    |     |     |    |    |  | Punti | Pos. |
| ---- | ------- | -------- | ----- | ------ | --- | -- | -- | --- | --- | -- | -- | -- | -- | -- | -- | -- | --- | --- | -- | -- |  | ----- | ---- |
| 1990 | JS33B   | Ford DFR | G     | Larini | Rit | 11 | 10 | Rit | Rit | 16 | 14 | 10 | 10 | 11 | 14 | 11 | 10  | 7   | 7  | 10 |  | 0     |      |
| 1990 | JS33B   | Ford DFR | G     | Alliot | ES  | 12 | 9  | Rit | Rit | 18 | 9  | 13 | SQ | 14 | NQ | 13 | Rit | Rit | 10 | 11 |  | 0     |      |

| Anno | Vettura | Motore           | Gomme | Piloti  |     |     |    |    |     |    |    |     |     |    |     |     |    |     |     |     |  | Punti | Pos. |
| ---- | ------- | ---------------- | ----- | ------- | --- | --- | -- | -- | --- | -- | -- | --- | --- | -- | --- | --- | -- | --- | --- | --- |  | ----- | ---- |
| 1991 | JS35    | Lamborghini 3512 | G     | Boutsen | Rit | Rit | 7  | 7  | Rit | 8  | 12 | Rit | 9   | 17 | 11  | Rit | 16 | Rit | 9   | Rit |  | 0     |      |
| 1991 | JS35    | Lamborghini 3512 | G     | Comas   | NQ  | Rit | 10 | 10 | 8   | NQ | 11 | NQ  | Rit | 10 | Rit | 11  | 11 | Rit | Rit | 18  |  | 0     |      |

| Anno | Vettura | Motore      | Gomme | Piloti  |     |    |     |     |     |    |    |     |    |   |     |     |     |     |     |     |  | Punti | Pos. |
| ---- | ------- | ----------- | ----- | ------- | --- | -- | --- | --- | --- | -- | -- | --- | -- | - | --- | --- | --- | --- | --- | --- |  | ----- | ---- |
| 1992 | JS37    | Renault RS3 | G     | Boutsen | Rit | 10 | Rit | Rit | Rit | 12 | 10 | Rit | 10 | 7 | Rit | Rit | Rit | 8   | Rit | 5   |  | 6     | 8º   |
| 1992 | JS37    | Renault RS3 | G     | Comas   | 7   | 9  | Rit | Rit | 9   | 10 | 6  | 5   | 8  | 6 | Rit | NQ  | Rit | Rit | Rit | Rit |  | 6     | 8º   |

| Anno | Vettura | Motore      | Gomme | Piloti   |     |     |     |     |     |     |     |     |    |   |   |    |     |     |   |   |  | Punti | Pos. |
| ---- | ------- | ----------- | ----- | -------- | --- | --- | --- | --- | --- | --- | --- | --- | -- | - | - | -- | --- | --- | - | - |  | ----- | ---- |
| 1993 | JS39    | Renault RS5 | G     | Brundle  | Rit | Rit | Rit | 3   | Rit | 6   | 5   | 5   | 14 | 8 | 5 | 7  | Rit | 6   | 9 | 6 |  | 23    | 5º   |
| 1993 | JS39    | Renault RS5 | G     | Blundell | 3   | 5   | Rit | Rit | 7   | Rit | Rit | Rit | 7  | 3 | 7 | 11 | Rit | Rit | 7 | 9 |  | 23    | 5º   |

| Anno | Vettura | Motore      | Gomme | Piloti  |     |    |    |     |   |    |     |    |   |    |    |    |    |   |     |    |  | Punti | Pos. |
| ---- | ------- | ----------- | ----- | ------- | --- | -- | -- | --- | - | -- | --- | -- | - | -- | -- | -- | -- | - | --- | -- |  | ----- | ---- |
| 1994 | JS39B   | Renault RS6 | G     | Bernard | Rit | 10 | 12 | Rit | 8 | 13 | Rit | 13 | 3 | 10 | 10 | 7  | 10 |   |     |    |  | 13    | 6º   |
| 1994 | JS39B   | Renault RS6 | G     | Herbert |     |    |    |     |   |    |     |    |   |    |    |    |    | 8 |     |    |  | 13    | 6º   |
| 1994 | JS39B   | Renault RS6 | G     | Lagorce |     |    |    |     |   |    |     |    |   |    |    |    |    |   | Rit | 11 |  | 13    | 6º   |
| 1994 | JS39B   | Renault RS6 | G     | Panis   | 11  | 9  | 11 | 9   | 7 | 12 | Rit | 12 | 2 | 6  | 7  | 10 | SQ | 9 | 11  | 5  |  | 13    | 6º   |

| Anno | Vettura | Motore             | Gomme | Piloti   |     |     |    |   |     |    |   |     |     |     |   |     |     |     |     |    |     | Punti | Pos. |
| ---- | ------- | ------------------ | ----- | -------- | --- | --- | -- | - | --- | -- | - | --- | --- | --- | - | --- | --- | --- | --- | -- | --- | ----- | ---- |
| 1995 | JS41    | Mugen-Honda MF-301 | G     | A.Suzuki | 8   | Rit | 11 |   |     |    |   |     | 6   |     |   |     |     |     | Rit | NP |     | 24    | 5º   |
| 1995 | JS41    | Mugen-Honda MF-301 | G     | Brundle  |     |     |    | 9 | Rit | 10 | 4 | Rit |     | Rit | 3 | Rit | 8   | 7   |     |    | Rit | 24    | 5º   |
| 1995 | JS41    | Mugen-Honda MF-301 | G     | Panis    | Rit | 7   | 9  | 6 | Rit | 4  | 8 | 4   | Rit | 6   | 9 | Rit | Rit | Rit | 8   | 5  | 2   | 24    | 5º   |

| Anno | Vettura | Motore                | Gomme | Piloti |    |   |     |     |     |     |     |     |     |     |     |     |     |     |     |     |  | Punti | Pos. |
| ---- | ------- | --------------------- | ----- | ------ | -- | - | --- | --- | --- | --- | --- | --- | --- | --- | --- | --- | --- | --- | --- | --- |  | ----- | ---- |
| 1996 | JS43    | Mugen-Honda MF-301 HA | G     | Panis  | 7  | 6 | 8   | Rit | Rit | 1   | Rit | Rit | 7   | Rit | 7   | 5   | Rit | Rit | 10  | 7   |  | 15    | 6º   |
| 1996 | JS43    | Mugen-Honda MF-301 HA | G     | Diniz  | 10 | 8 | Rit | 10  | 7   | Rit | 6   | Rit | Rit | Rit | Rit | Rit | Rit | 6   | Rit | Rit |  | 15    | 6º   |

| Legenda | 1º posto     | 2º posto | 3º posto    | A punti         | Senza punti/Non class.  | Grassetto – Pole position Corsivo – Giro più veloce |
| Legenda | Squalificato | Ritirato | Non partito | Non qualificato | Solo prove/Terzo pilota | Grassetto – Pole position Corsivo – Giro più veloce |

## La produzione di serie

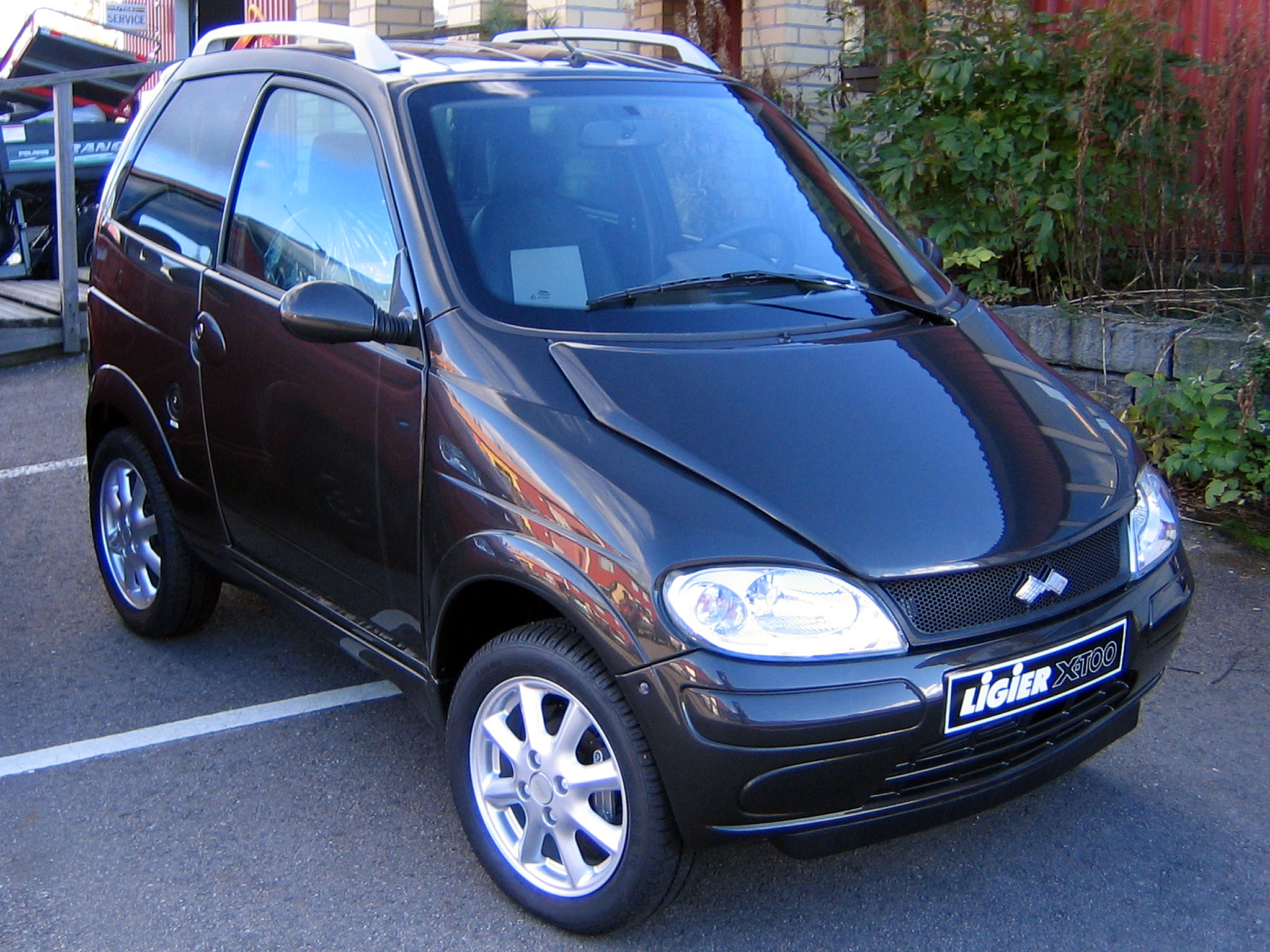
Una Ligier X-TOO

La produzione di minivetture inizia portando le conoscenze maturate nelle corse nei piccoli veicoli di uso quotidiano, nel 1980 infatti, nasce la prima auto guidabile senza patente.
Ora la Ligier ha una vasta gamma di quadricicli e minivetture coprendo molti settori di utilizzo, come quello privato, commerciale, sportivo e da alcuni anni si è dedicata anche alla produzione di Quad e miniquad.
Molte versioni di prodotti Ligier sono disponibili con due motorizzazioni, da 4kW e 13,6 kW (quest'ultimo guidabile dai 16 anni con patente B1).

### Be Up e la partnership con Giugiaro

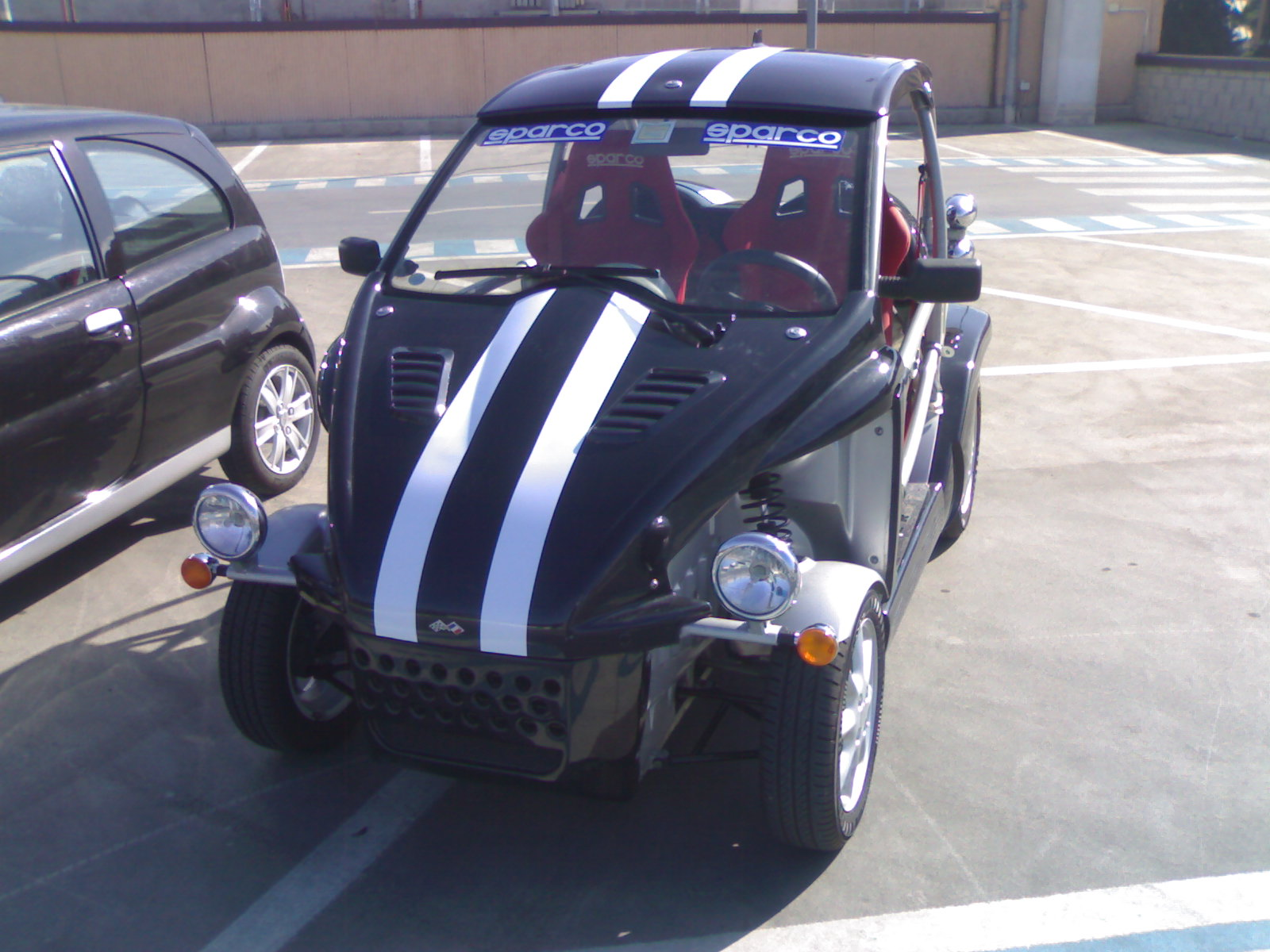
Il Ligier Be Up

Introdotto nel 2000, Be Up è un quadriciclo pesante conducibile con Patente B1, ed è frutto di un progetto di Ligier in collaborazione con Giugiaro Design.
Il veicolo è stato concepito per uscire dalla solita concezione di quadriciclo, la sua struttura sportiva, l'abitacolo aperto, le impostazioni di guida, e il settaggio della motorizzazione, lo rendono diverso sia da una minivettura, che da una vettura sportiva, sia da un quad, sia da una moto.
È dotato di un motore bicilindrico a 4 tempi benzina da 505  cm³ Lombardini, blocco motore in alluminio, albero a camme in testa, raffreddamento a liquido, potenza massima 13,6 kW (19 CV) a 4200 giri/min, coppia massima 36 Nm a 3000 giri/min, batteria 12V 50Ah, alimentatore 450W e 85 km/h di velocità massima.
Nel 2003 parte la produzione del nuovo modello della Be Up con forme più arrotondate e con nuove impostazioni ancora più sportive. Il modello sarà proposto anche in versione 50 cm³ (oltre alla 125) e gli verrà dato il nome di Be Two.
La Be Two ha un motore bicilindrico a 4 tempi Diesel 505 cm³ Lombardini, blocco in alluminio, albero a camme in testa, raffreddamento a liquido, potenza massima 4 kW (5,4 CV) a 3000 giri/min, coppia massima 15 N·m a 2400 giri/min, batteria 12 V 50 Ah, alimentatore 450 W e 45 km/h di velocità massima.

### Sport Prototype JS49
La Ligier ha ideato nel 1996 anche una biposto da corsa concepita per gare su pista, rivolta ad appassionati o a scuole di pilotaggio.
Scheda caratteristiche:
- modello: Tipo Sport Prototype gruppo CN
- Telaio:  Scocca in alluminio
- Sospensioni Anteriori: triangoli sovrapposti e push rod
- Sospensioni Posteriori: triangoli sovrapposti e push rod
- Ammortizzatori: regolabili in estensione e compressione
- Freni: dischi autoventilati, pinze a 4 pistoncini
- Serbatoio benzina: FT3-99, 80 litri
- Carrozzeria: materiale composito
- Alettone: materiale composito (carbonio su richiesta)
- Motore: Honda Civic tipo R1, carter secco, 240CV
- Cambio: SADEV sequenziale a 6 rapporti
- Pneumatici Anteriori: 210/550 R13
- Pneumatici Posteriori: 250/570 R13
- Lunghezza: 4265 mm (alettone escluso)
- Larghezza: 1800 mm
- Carreggiata anteriore: 1510 mm
- Carreggiata posteriore: 1470 mm
- Peso: 535 kg